# Cipriano Vagaggini
Cipriano Vagaggini (Piancastagnaio, 3 de outubro de 1909 – Camaldoli, 18 de janeiro de 1999) esteve num mosteiro e era teólogo italiano da Congregação Camaldulense da Ordem de São Bento.
O Padre Vagaggini foi uma das figuras mais significativas do Concílio Vaticano II. Empenhou-se na elaboração da Constituição sobre a liturgia, a Sacrosanctum Concilium. Foi um dos elementos mais qualificados do movimento litúrgico italiano.